# 5107 Laurenbacall
5107 Laurenbacall eller 1987 DS6 är en asteroid i huvudbältet som upptäcktes den 24 februari 1987 av den belgiske astronomen Henri Debehogne vid La Silla-observatoriet. Den är uppkallad efter den amerikanska skådespelerskan Lauren Bacall.
Asteroiden har en diameter på ungefär 17 kilometer.